# Xestia kenteana
Xestia kenteana là một loài bướm đêm trong họ Noctuidae.